# Struthanthus laurifolius
Struthanthus laurifolius är en tvåhjärtbladig växtart som beskrevs av Carl Ludwig von Blume. Struthanthus laurifolius ingår i släktet Struthanthus och familjen Loranthaceae. Inga underarter finns listade i Catalogue of Life.